# Middendorp
Pour les articles homonymes, voir Middendorp (homonymie).
Middendorp est un hameau situé dans la commune néerlandaise d'Emmen, dans la province de Drenthe. Le 1er janvier 2006, le hameau comptait 250 habitants. Le hameau dépend du village de Schoonebeek.
Les trois hameaux Middendorp, Oosterse Bos et Westerse Bos forment le noyau historique du village de Schoonebeek.